# Andrzej Pawliński
Andrzej Antoni Pawliński (ur. 1932, zm. 21 maja 2011) – polski inżynier i działacz polityczny, prezydent Pruszkowa (1987–1989). 

## Życiorys
Z wykształcenia jest inżynierem. Pełnił funkcję dyrektora Zakładów Remontowo-Budowlanych Pruszkowskiej Spółdzielni Mieszkaniowej. W latach 1984–1987 sprawował funkcję wiceprzewodniczącego Miejskiej Rady Narodowej Pruszkowa. W lutym 1987 został wybrany na prezydenta miasta – z funkcji zrezygnował w listopadzie 1988. 
Odznaczony Medalem za Zasługi dla Miasta Pruszkowa.